# 普季恰
50°18′49″N 25°36′12″E / 50.31361°N 25.60333°E
普季恰（烏克蘭語：Птича），是烏克蘭的村落，位於該國西北部羅夫諾州，由杜布諾區負責管轄，始建於1545年，面積2.55平方公里，海拔高度215米，2001年人口1,090，人口密度每平方公里427.4人。